# Olivastrild
Der Olivastrild, auch Olivgrüner Astrild, Schönfink oder Grüner Tigerfink (Amandava formosa, Syn.: Stictospiza formosa) genannt, ist eine asiatische Art aus der Familie der Prachtfinken. Sie ist im westlichen Teil Indiens beheimatet. Es werden keine Unterarten für diese Art unterschieden. Der Olivastrild wird wegen seines relativ eingeschränkten Verbreitungsgebietes und der rasch abnehmenden Populationszahl infolge des Vogelhandels aber auch wegen der starken Zerstörung seines Lebensraumes von der IUCN als gefährdet eingestuft.

## Beschreibung
Der Olivastrild erreicht eine Körperlänge von neun bis zehn Zentimeter und zählt entsprechend zu den eher kleinen Prachtfinkenarten. Der Oberkörper ist ein düsteres Graugrün. Die Flanken weisen ein schwarzweißes Muster auf. Die Kehle und die Vorderbrust sind blass gelblich. Der Bauch und die Unterschwanzdecken sind leuchtend gelb. Der Schnabel ist karmesinrot. Die Augen sind braun und die Füße sind bräunlich grau bis bräunlich fleischfarben.
Männchen und Weibchen sind kaum voneinander zu unterscheiden. Beim Weibchen sind allerdings alle Farben etwas blasser. Dies gilt auch für das Schwarz der Flankenzeichnung, woran die Geschlechter am eindeutigsten zu unterscheiden sind. Beim Weibchen ist außerdem die Kehle nur grauweißlich.
Die Jungvögel sind eine blassere oder mattere Version des adulten Männchens. Ihre Körperoberseite ist ein olivgrau, die Körperunterseite aber nicht so leuchtend gelb wie beim Männchen und häufig gräulich überwaschen. Die Querwellung an den Flanken ist blasser und nicht sehr ausgeprägt.

## Verbreitungsgebiet und Lebensraum

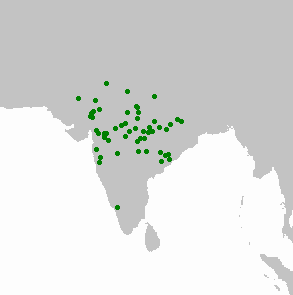
Verbreitungskarte

Der Olivastrild ist eine indische Prachtfinkenart. Sein Verbreitungsgebiet in Indien ist fragmentarisch. Er kommt im Inneren und Nordindien vom Süden Rajasthans bis Maharashtra und im Osten von Madhya Pradesh bis Andhra Pradesh und möglicherweise auch bis Bihar vor. Außerhalb dieses Verbreitungsgebietes wurde er auch in Lakhnau und Lahore beobachtet, dabei kann es sich jedoch um Gefangenschaftsflüchtlinge handeln. Der Olivastrild wird daher nicht mehr auf der Liste der Vögel Pakistans geführt. Er ist in diesem Verbreitungsgebiet unterschiedlich häufig vertreten. Stellenweise ist er ein seltener, in anderen Regionen dagegen ein häufiger Vogel.
Sein Lebensraum sind Schilfgürtel und Grasland sowie Buschland. Er hat sich auch menschlichen Siedlungsraum erschlossen und kommt im Kulturland vor allem in Zuckerrohrpflanzungen aber auch Mangoplantagen vor.

## Lebensweise
Die Lebensweise des Olivastrild ist bislang nur wenig erforscht. Man vermutet Grassamen als seine Hauptnahrung.
Die Brutzeit variiert abhängig vom Verbreitungsgebiet. Im Gebiet von Raipur im Südosten von Madhya Pradesh brüten sie von Oktober bis Januar. Bei Sangor weiter im Norden dagegen hat man brütende Vögel im Juli festgestellt. Man vermutet daher, dass der Olivastrild sowohl während der winterlichen Trockenzeit als auch während des Monsuns brütet.
Das Nest wird in dichtem Gebüsch errichtet. Es besteht aus grobem Gras und Schilfhalmen. Die Nester mehrerer Paare finden sich häufig in größerer Nähe zueinander. Das Gelege besteht meist aus vier bis fünf Eiern. Diese werden von beiden Elternvögeln 13 bis 14 Tage lang bebrütet. Die Nestlingszeit beträgt 21 bis 26 Tage.

## Haltung als Ziervogel
Der Olivastrild ist in seiner indischen Heimat schon sehr lange ein Käfigvogel. Er wurde 1863 das erste Mal nach England und 1873 durch Carl Hagenbeck das erste Mal nach Deutschland eingeführt.
Der Olivastrild wird in Europa verhältnismäßig selten gehalten, da er verhältnismäßig selten eingeführt wird. Eine selbsttragende Population durch Zuchterfolge europäischer Halter konnte bislang nicht erzielt werden. Seine Zucht gelingt eher in der Voliere als in einem Käfig, gilt aber insgesamt als schwierig. Die Elternvögel geben unter natürlichen Bedingungen ihren Jungen zuerst überwiegend kleines Lebendfutter. Dieses muss in Europa als sogenanntes Wiesenplankton gesammelt werden.

## Belege

### Einzelbelege
1. ↑   BirdLife Factsheet, aufgerufen am 19. Juni 2010
2. ↑   Clement et al., S. 380
3. ↑   Clement et al., S. 381
4. ↑   Nicolai et al., S. 288
5. ↑  Bielfeld, S. 58

### Weblink
- Amandava formosa in der Roten Liste gefährdeter Arten der IUCN 2013.2. Eingestellt von: BirdLife International, 2012. Abgerufen am 24. November 2013.